# Christopher Soglo
Christopher Soglo (Abomey, Dahomey, 28 de junio de 1909-Cotonú, Benín, 7 de octubre de 1983). Estudió en escuelas locales e ingresó al ejército francés en 1930, participando en algunas maniobras en Argelia.
En 1960, cuando Dahomey (Benín) obtuvo la independencia, Soglo fue ascendido a coronel de ejército y se convirtió en jefe de personal del presidente Hubert Maga.
La situación nacional estaba tan alicaída y los movimientos sociales y militares tan revolucionados, que el coronel Soglo decidió tomar el poder de la nación en 1963 para evitar una guerra civil, estableciendo un gobierno provisional. Después de restaurar el orden interno del país, reorganizó el gobierno y entregó el mando en enero de 1964, permitiendo al civil, Sorou Migan Apithy convertirse en presidente de la República.
La situación de Benín volvió a empeorar, la crisis social obligó al coronel Soglo y un grupo de militares a derrocar nuevamente al gobierno (noviembre de 1965) y volvió a convertirse en presidente de facto. Volvió a devolver al país una estabilidad, la represión de sectores opositores no fue tan cruenta como en años anteriores, esta vez eran encarcelados los más férreos opositores, no exterminados. Fomentó la cultura, la inmigración de franceses colonizadores, la economía de libre mercado, una educación laica, una equidad social.
En 1967 fue derrocado por un grupo de jóvenes oficiales del ejército, liderados por Maurice Kouandéte, pero dejó en el gobierno a Alphonse Amadou Alley.
Luego se retiró de la política y del ejército. Falleció en Cotonú, el 7 de octubre de 1983.
| Predecesor: Hubert Maga        | Presidente de la República de Benín 1963-1964 | Sucesor: Sorou-Migan Apithy    |
| Predecesor: Sorou-Migan Apithy | Presidente de la República de Benín 1965-1967 | Sucesor: Alphonse Amadou Alley |